# برنهارد لارسون
برنهارد لارسون (بالسويدية: Bernhard Larsson)‏ هو لاعب رماية سويدي، ولد في 14 أغسطس 1879 في أوربرو في السويد، وتوفي في 1 أغسطس 1947 في ستوكهولم في السويد.

## وصلات خارجية
- برنهارد لارسون على موقع الاتحاد الدولي (الإنجليزية)
- برنهارد لارسون على موقع أوليمبيديا (الإنجليزية)
- برنهارد لارسون على موقع اللجنة الأولمبية السويدية (السويدية)